# Jaroslav Kubín
Jaroslav Kubín (* 25. listopadu 1947) je český politik a advokát, v letech 2000 až 2006 senátor za obvod č. 77 – Vsetín, v letech 1989 až 1991, 1994 až 2002 a 2006 až 2010 starosta Rožnova pod Radhoštěm, v letech 2000 až 2004 a znovu v letech 2008 až 2012 zastupitel Zlínského kraje.

## Život
V 80. letech pracoval v aparátu městského výboru KSČ, dopracoval se až k funkci obchodního náměstka rožnovské Tesly.

## Politická kariéra
Do roku 1989 byl členem KSČ. V září 1989 se stal předsedou tehdejšího městského národního výboru Rožnova pod Radhoštěm.
V období let 1989–1991 a 1994–2002 působil jako starosta Rožnova pod Radhoštěm, tuto funkci vykonával znovu v letech 2006 až 2010. V komunálních volbách v roce 2010 kandidoval do zastupitelstva Rožnova pod Radhoštěm jako lídr kandidátky hnutí STAN. Mandát zastupitele města se mu však nepodařilo obhájit. V komunálních volbách v roce 2014 již nekandidoval.
Ve volbách do Senátu PČR v roce 2000 byl zvolen nezávislým senátorem, když v obou kolech porazil tehdejšího senátora Vladimíra Oplta. V Senátu se angažoval v Ústavně-právním výboru, kde v letech 2004–2006 zastával funkci místopředsedy. Ve volbách do Senátu PČR v roce 2006 již nekandidoval.
V letech 2000–2004 (v krajských volbách v roce 2004 nekandidoval) a opětovně v letech 2008–2012 zasedal v Zastupitelstvu Zlínského kraje, v obou případech byl zvolen jako nestraník za hnutí ZHN. V krajských volbách v roce 2012 již nekandidoval.